# Mohammed Basindawa
Mohammed Basindawa (arabisch محمد سالم باسندوة, DMG Muḥammad Sālim Bāsindawa; * 4. April 1935 in Aden) ist ein jemenitischer Politiker.
Basindawa war von 1993 bis 1994 Außenminister der Republik Jemen. Seit 10. Dezember 2011 war er als Nachfolger von Ali Mohammed Mudschawwar Premierminister des Jemen unter Präsident Abed Rabbo Mansur Hadi. Am 3. September 2014 trat er von seinem Amt zurück.